# Ewa Chojecka

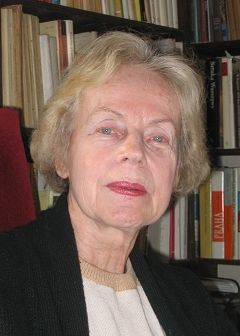
Ewa Chojecka

Ewa Sabine Chojecka (* 13. April 1933 in Bielsko-Biała) ist promovierte Kunsthistorikerin und Prof. em. der Jagiellonen-Universität Krakau.
Ewa Sabine Chojecka wurde 1933 in Bielitz/Bielsko in Polen geboren, wo sie bis heute lebt. Das Studium der Kunstgeschichte an der Krakauer Jagiellonen-Universität schloss sie im Jahre 1955 ab. Sie promovierte 1959 ebendort und verbrachte das Folgejahr als Stipendiatin der Ford Foundation am Warburg Institute der University of London. Im Jahre 1969 habilitierte sie sich.
Frau Chojecka war von 1958 bis 1977 wissenschaftliche Mitarbeiterin am Museum der Universität sowie dem Kulturhistorischen Institut.
In den Jahren 1977 bis 2003 war Ewa Chojecka Inhaberin des von ihr gegründeten und mitaufgebauten Lehrstuhls für Kunstgeschichte der Schlesischen Universität in Katowice.
Sie wurde dort 1987 zur außerordentlichen Professorin sowie 1996 zur ordentlichen Professorin berufen.
Anschließend war ihr von 2006 bis 2013 die Leitung des Lehrstuhls für den Schutz des Kulturerbes an der Schlesischen Jerzy-Ziętek-Hochschule für Management in Kattowitz anvertraut.
Chojecka ist Mitglied der Polnischen Akademie der Wissenschaften und gehörte drei Amtsperioden deren Ausschuss für Kunstwissenschaft an.
Als ihr vorrangiges Verdienst gilt die Erschließung kulturhistorischer Komplexe des 19. und 20. Jahrhunderts, vor allem der Industriearchitektur und der Architektur der Klassischen Moderne. Die Phänomene der regionalen Kunstgeschichte betrachtete sie stets im gesamteuropäischen Kontext, wie auch ihr Engagement für die Neukonzeption des Schlesischen Museums in Kattowitz im Jahre 1993 mit der dortigen Ausstellung »Protestantische Kunst in Oberschlesien« zeigte.
Bereits im Jahre 1988 wurde sie Mitbegründerin des Arbeitskreises deutscher und polnischer Kunsthistoriker und Denkmalpfleger. Im darauffolgenden Jahr gründete sie aus ihrem Engagement für das kulturhistorische Erbe der Region den Oberschlesischen Bund (Związek Górnośląski), der sich der populären Vermittlung des oberschlesischen Kulturgutes widmet.
Ewa Chojecka ist Mitglied der Evangelischen Forschungsakademie Hannover und war in den 1990er Jahren Präsidentin der Polnischen Evangelischen Gesellschaft in Bielsko/Bielitz. Darüber hinaus ist sie Mitglied des Wissenschaftlichen Beirats des Schlesischen Museums zu Görlitz und des Stadtmuseums in Kattowitz, außerdem Vorsitzende der Wissenschaftlichen Beiräte des Schlesischen Museums in Katowice und des Schlossmuseums in Bielsko-Biała.
Als Nestorin der oberschlesischen Kulturgeschichtsforschung wurde und wird Ewa Chojecka für ihre Leistungen und ihr Engagement vielfach ausgezeichnet. Sie wurde unter anderem 1989 mit dem Orden Polonia Restituta (Orden der Wiedergeburt Polens), 1991 mit dem Karol-Miarka-Preis und 2005 mit dem »Schlesischen Smaragd« der Evangelischen Diözese Katowice für ihr Wirken gewürdigt.
Als erste Preisträgerin nahm sie 2006 von der Bewegung für die Autonomie Schlesiens den neu begründeten Augustin-Weltzel-Preis »Der Oberschlesische Tacitus« entgegen. 2009 erhielt sie die Auszeichnung für die Förderung der Kunst der Woiwodschaft Schlesien.
Chojecka wird in Anerkennung ihrer Verdienste am 17. Oktober 2013 in Berlin mit dem Georg-Dehio-Kulturpreis des Deutschen Kulturforums östliches Europa geehrt.

## Publikationen in deutscher Sprache
- Die protestantische Kunst in Oberschlesien. Aufstieg und Krisensituationen. Zum gegenwärtigen Forschungsstand. (Reformation und Gegenreformation in Oberschlesien. Die Auswirkungen auf Politik, Kunst und Kultur im ostmitteleuropäischen Kontext. Tagungsreihe der Stiftung Haus Oberschlesien, Berlin 1994)
- Oberschlesische Architekturtendenzen 1900–1939 als Kontext zu Bruno Taut. (Symposium Bruno Taut. Werk und Lebensstadien. Würdigung und kritische Betrachtung, Magdeburg 1996)
- Oberschlesien als international ausgerichtete Kunstlandschaft. (Archiv für schlesische Kirchengeschichte. Hrsg. J. Kohler, Aschendorff Münster 2006)
- Ideologiebezogene Auseinandersetzungen um Fakten und Mythen im schlesischen Grenzgebiet: Kattowitzer Denkmalkunst und das deutsch-polnische und polnisch-polnische Syndrom. (Visuelle Erinnerungskulturen und Geschichtskonstruktionen in Deutschland und Polen seit 1939, Band V, Hrsg. M. Omilanowska, D. Bingen, P.O. Loew, D. Popp, Warszawa 2009).
- Sztuka Górnego Sląska od średniowiecza do końca XX wieku. 2. Auflage. Katowice 2009 – die umfangreiche Publikation zur Kunstgeschichte Oberschlesiens, die Ewa Chojecka mit ihren Schülern Jerzy Gorzelik, Irma Kozina und Barbara Szczypka-Gwiazda herausbrachte, enthält auch eine deutsche Zusammenfassung.

| Personendaten    | Personendaten               |
| ---------------- | --------------------------- |
| NAME             | Chojecka, Ewa               |
| ALTERNATIVNAMEN  | Chojecka, Ewa Sabine        |
| KURZBESCHREIBUNG | polnische Kunsthistorikerin |
| GEBURTSDATUM     | 13. April 1933              |
| GEBURTSORT       | Bielsko-Biała               |